# 凱撒浴場
凱撒浴場(Kaiserthermen)位於德國特里爾，為存留大型羅馬式浴場之一，至今仍可讓參觀者印象深刻。，1986年與特里爾其他古羅馬遺址及大教堂一起被聯合國教科文組織指定為世界文化遺產。
夏季時提供特殊活動，將有演員在此演出遠古時代的生活。

## 特里爾其他遺址
- 尼格拉城門 (Porta Nigra)
- 特里爾圓形劇場 (Amphitheater)
- 康士坦丁-巴希里卡 (Konstantin-Basilika)
- 芭芭拉浴場 (Barbarathermen)
- 罗马桥 (Römerbrücke)
- 伊格勒柱 (Igeler Säule)
- 特里爾主教座堂 (Trierer Dom)
- 親愛聖母教堂 (Liebfrauenkirche)